# Ньютон, Эмануэль
Эмануэ́ль Нью́тон (англ. Emanuel Newton; 2 января 1984, Инглвуд) — американский боец смешанного стиля, представитель полутяжёлой весовой категории. Выступает на профессиональном уровне начиная с 2003 года, известен по участию в турнирах таких бойцовских организаций как Bellator, WEC, KOTC, IFL, MFC, Shark Fights и др. Владел титулом чемпиона MFC в полутяжёлом весе (2008—2009), а также титулом чемпиона Bellator в полутяжёлом весе (2014—2015), победитель восьмого сезона гран-при Bellator полутяжёлого веса. Входил в десятку сильнейших бойцов полутяжёлого веса по версии сайта Sherdog.

## Биография
Эмануэль Ньютон родился 2 января 1984 года в городе Инглвуд, штат Калифорния, детство провёл в Торрансе. В ранние годы увлекался преимущественно водными видами спорта: плаванием, серфингом, различными дисциплинами пляжных спасателей. Отец привил ему любовь к боксу и муай-тай, но умер, когда ему было десять лет. Во время обучения в школе North High School Эмануэль занимался борьбой и играл в американский футбол. Спустя шесть лет после смерти отца умерла и мать — с этого момента он потерял интерес к учёбе и из-за низкой успеваемости вынужден был уйти из футбольной команды, хотя при этом продолжал бороться. Ньютон поступил в высшее учебное заведение Cerritos College, однако до конца не доучился, так как начал усиленно тренироваться под руководством бывшего бойца UFC Пола Эрреры, который ранее работал со знаменитым Тито Ортисом.

### Начало карьеры
Дебютировал в смешанных единоборствах в ноябре 2003 года, два своих первых поединка проиграл, хотя его соперниками были довольно сильные бойцы Брайан Эберсоул и Тим Маккензи. В августе 2004 года одержал победу на турнире World Extreme Cagefighting, выступал в нескольких менее престижных промоушенах, а в период 2005—2006 годов дрался на турнирах King of the Cage, где два поединка выиграл и один свёл к ничьей.
В мае 2007 года на турнире IFL Ньютон взял верх над Джеффом Квинланом и решил отпраздновать победу покупкой мотоцикла. Тем не менее, вскоре он разбился на этом мотоцикле, когда ехал на нём со скоростью 152 мили в час. Он остался жив, но сломал руку и вынужден был перенести пять хирургических операций, из-за чего впоследствии заразился инфекцией стафилококка — рассматривался вариант полной ампутации руки, так как болезнь угрожала его жизни, однако Ньютону всё же удалось вылечиться и сохранить руку, хотя при этом между костями у него образовалось незаполненное тканью пространство. В результате спортсмен более года не участвовал в боях.
Начиная с 2008 года Эмануэль Ньютон активно выступал в канадской организации Maximum Fighting Championship. Он выиграл здесь сдачей у ветерана UFC Дэвида Хита и удостоился права оспорить титул чемпиона MFC в полутяжёлом весе, который на тот момент принадлежал канадцу Роджеру Холлетту — в итоге Ньютон выиграл у него единогласным решением судей и стал новым чемпионом промоушена. Но уже при первой же защите он лишился чемпионского пояса, уступив его представителю ЮАР Тревору Прэнгли. Затем проиграл ещё два боя и два боя выиграл. В 2011 году получил ещё один шанс получить чемпионский пояс, должен был встретиться с действующим чемпионом Райаном Джиммо, но травмировался и был заменён Заком Каммингсом. Восстановившись от травмы, одержал две победы в промоушене Shark Fights и на турнире Superior Cage Combat выиграл у англичанина Джеймса Максуини, известного по выступлениям в UFC и К-1.

### Bellator
Выиграв пять поединков подряд, в 2012 году Ньютон привлёк к себе внимание крупной американской организации Bellator MMA и сразу же принял участие в летнем турнире полутяжёлого веса Summer Series: на стадии четвертьфиналов прошёл Роя Боутона, но в полуфинале раздельным решением судей уступил словаку Аттиле Вегу. В 2013 году стал участником восьмого сезона гран-при полутяжёлой весовой категории и на сей раз одолел всех троих соперников, в том числе американца Мухаммеда Лаваля и россиянина Михаила Зайца в полуфинале и финале соответственно. Став победителем гран-при, имел право на чемпионский бой против Аттилы Вега, однако словак травмировался и не мог провести защиту, поэтому было решено организовать матч-реванш с Мухаммедом Лавалем за звание временного чемпиона — во втором их поединке Ньютон снова выглядел лучше и победил единогласным решением. В марте 2014 года всё же состоялся бой с Аттилой Вегом, по итогам пяти раундов Ньютон выиграл раздельным судейским решением и завоевал тем самым титул бесспорного чемпиона Bellator в полутяжёлом весе.
Дважды сумел защитить полученный чемпионский пояс, взяв верх над такими бойцами как Джоуи Бельтран и Линтон Васселл. Лишился титула во время третьей защиты в феврале 2015 года в поединке с англичанином Лиамом Макгири: в первом и третьем раундах Ньютон чуть было не довёл соперника до сдачи, ловя того в «треугольник», однако в четвёртом раунде был потрясён сильным ударом и в целом проиграл единогласным судейским решением. После боя он к тому же провалил допинг-тест, в его анализах были обнаружены следы марихуаны, в результате чего последовала трёхмесячная дисквалификация.
На турнире Bellator MMA & Glory: Dynamite 1 Ньютон участвовал в однодневном гран-при из четырёх бойцов и уже в полуфинальном бою болевым приёмом «кимура» проиграл Филу Дэвису. В феврале 2016 года вновь встречался с Линтоном Васселлом и на сей раз уступил ему единогласным решением судей. Также провёл бой в России на турнире League S-70, проиграв единогласным решением судей россиянину Евгению Ерохину.

## Статистика в профессиональном ММА
| Боёв 40  | Побед 26 | Поражений 13 |
| -------- | -------- | ------------ |
| Нокаутом | 4        | 2            |
| Сдачей   | 10       | 3            |
| Решением | 12       | 8            |
| Ничьи    | 1        | 1            |

| Результат | Рекорд  | Соперник           | Способ                                 | Турнир                                 | Дата             | Раунд | Время | Место                  | Примечание                                                     |
| --------- | ------- | ------------------ | -------------------------------------- | -------------------------------------- | ---------------- | ----- | ----- | ---------------------- | -------------------------------------------------------------- |
| Поражение | 26-13-1 | Никита Крылов      | KO (удар коленом)                      | Fight Nights Global 77                 | 13 октября 2017  | 1     | 0:43  | Сургут, Россия         |                                                                |
| Поражение | 26-12-1 | Артур Астахов      | Единогласное решение                   | Fight Nights Global 61                 | 11 марта 2017    | 3     | 5:00  | Брянск, Россия         |                                                                |
| Поражение | 26-11-1 | Евгений Ерохин     | Единогласное решение                   | League S-70: Plotforma 7th             | 21 августа 2016  | 3     | 5:00  | Сочи, Россия           |                                                                |
| Победа    | 26-10-1 | Мэтт Бейкер        | Сдача (треугольник руками)             | Fight Night Medicine Hat               | 9 апреля 2016    | 2     | 3:04  | Медисин-Хат, Канада    |                                                                |
| Поражение | 25-10-1 | Линтон Васселл     | Единогласное решение                   | Bellator 149                           | 19 февраля 2016  | 3     | 5:00  | Хьюстон, США           |                                                                |
| Поражение | 25-9-1  | Фил Дэвис          | Сдача (кимура)                         | Bellator MMA & Glory: Dynamite 1       | 19 сентября 2015 | 1     | 4:39  | Сан-Хосе, США          | Полуфинал гран-при Bellator полутяжёлого веса.                 |
| Поражение | 25-8-1  | Лиам Макгири       | Единогласное решение                   | Bellator 134                           | 27 февраля 2015  | 5     | 5:00  | Анкасвилл, США         | Лишился титула чемпиона Bellator в полутяжёлом весе.           |
| Победа    | 25-7-1  | Линтон Васселл     | Сдача (удушение сзади)                 | Bellator 130                           | 24 октября 2014  | 5     | 0:47  | Малвейн, США           | Защитил титул чемпиона Bellator в полутяжёлом весе.            |
| Победа    | 24-7-1  | Джоуи Бельтран     | KO (рукой с разворота)                 | Bellator 124                           | 12 сентября 2014 | 3     | 3:07  | Плимут, США            | Защитил титул чемпиона Bellator в полутяжёлом весе.            |
| Победа    | 23-7-1  | Аттила Вег         | Раздельное решение                     | Bellator 113                           | 21 марта 2014    | 5     | 5:00  | Малвейн, США           | Бой за титул бесспорного чемпиона Bellator в полутяжёлом весе. |
| Победа    | 22-7-1  | Мухаммед Лаваль    | Единогласное решение                   | Bellator 106                           | 2 ноября 2013    | 5     | 5:00  | Лонг-Бич, США          | Бой за титул временного чемпиона Bellator в полутяжёлом весе.  |
| Победа    | 21-7-1  | Михаил Заяц        | Единогласное решение                   | Bellator 94                            | 28 марта 2013    | 3     | 5:00  | Тампа, США             | Финал 8 сезона гран-при Bellator полутяжёлого веса.            |
| Победа    | 20-7-1  | Мухаммед Лаваль    | KO (рукой с разворота)                 | Bellator 90                            | 21 февраля 2013  | 1     | 2:35  | Уэст-Валли-Сити, США   | Полуфинал 8 сезона гран-при Bellator полутяжёлого веса.        |
| Победа    | 19-7-1  | Атанас Джамбазов   | Сдача (удушение сзади)                 | Bellator 85                            | 17 января 2013   | 2     | 2:21  | Ирвайн, США            | Четвертьфинал 8 сезона гран-при Bellator полутяжёлого веса.    |
| Поражение | 18-7-1  | Аттила Вег         | Раздельное решение                     | Bellator 72                            | 20 июля 2012     | 3     | 5:00  | Тампа, США             | Полуфинал турнира Summer Series в полутяжёлом весе.            |
| Победа    | 18-6-1  | Рой Боутон         | Сдача (удушение сзади)                 | Bellator 71                            | 22 июня 2012     | 2     | 0:49  | Честер, США            | Четвертьфинал турнира Summer Series в полутяжёлом весе.        |
| Победа    | 17-6-1  | Джеймс Максуини    | Сдача (удушение сзади)                 | Superior Cage Combat 3                 | 4 ноября 2011    | 1     | 4:25  | Лас-Вегас, США         |                                                                |
| Победа    | 16-6-1  | Рики Шиверс        | Единогласное решение                   | Shark Fights 18                        | 19 августа 2011  | 3     | 5:00  | Спаркс, США            |                                                                |
| Победа    | 15-6-1  | Илир Латифи        | Единогласное решение                   | Shark Fights 17: Horwich vs. Rosholt 2 | 15 июля 2011     | 3     | 5:00  | Фриско, США            |                                                                |
| Победа    | 14-6-1  | Родни Уоллес       | Сдача (удушение сзади)                 | MFC 28                                 | 25 февраля 2011  | 2     | 4:34  | Эдмонтон, Канада       |                                                                |
| Победа    | 13-6-1  | Дуэйн Льюис        | Единогласное решение                   | MFC 25                                 | 7 мая 2010       | 3     | 5:00  | Эдмонтон, Канада       |                                                                |
| Поражение | 12-6-1  | Райан Джиммо       | Единогласное решение                   | MFC 23                                 | 4 декабря 2009   | 3     | 5:00  | Эноч, Канада           |                                                                |
| Поражение | 12-5-1  | Рафаэль Дэвис      | Сдача (удушение сзади)                 | Called Out MMA 1                       | 15 августа 2009  | 2     | N/A   | Онтэрио, США           |                                                                |
| Поражение | 12-4-1  | Тревор Прэнгли     | Единогласное решение                   | MFC 21                                 | 15 мая 2009      | 5     | 5:00  | Эноч, Канада           | Лишился титула чемпиона MFC в полутяжёлом весе.                |
| Победа    | 12-3-1  | Роджер Холлетт     | Единогласное решение                   | MFC 19: Long Time Coming               | 5 декабря 2008   | 5     | 5:00  | Эноч, Канада           | Бой за титул чемпиона MFC в полутяжёлом весе.                  |
| Победа    | 11-3-1  | Дэвид Хит          | Сдача (удушение сзади)                 | MFC 18: Famous                         | 26 сентября 2008 | 2     | 4:42  | Эноч, Канада           | Претендентский бой в полутяжёлом весе.                         |
| Победа    | 10-3-1  | Би Джей Лэйси      | Сдача (удушение сзади)                 | PureCombat 5: Hard Core                | 15 августа 2008  | 2     | 0:46  | Висейлия, США          |                                                                |
| Победа    | 9-3-1   | Джефф Кинлан       | Техническая сдача (треугольник руками) | IFL: Chicago                           | 19 мая 2007      | 1     | 3:37  | Чикаго, США            |                                                                |
| Победа    | 8-3-1   | Маркос Родригес    | Сдача (рычаг локтя)                    | COF 6: It’s On!                        | 14 апреля 2007   | 2     | 4:43  | Тихуана, Мексика       |                                                                |
| Победа    | 7-3-1   | Артур Сезар Ясинто | Решение судей                          | GC 59: St. Paddywack                   | 17 марта 2007    | 3     | 5:00  | Сакраменто, США        |                                                                |
| Победа    | 6-3-1   | Киаси Ускола       | TKO (удары руками)                     | GC 51: Madness at the Memorial         | 1 июля 2006      | 2     | 0:50  | Сакраменто, США        | Бой за вакантный титул чемпиона GC в полутяжёлом весе.         |
| Победа    | 5-3-1   | Ричард Монтойа     | Единогласное решение                   | KOTC: Heavy Hitters                    | 2 апреля 2006    | 3     | 5:00  | Корсеголд, США         |                                                                |
| Победа    | 4-3-1   | Джон Лансинг       | TKO (удары руками)                     | KOTC: Outlaws                          | 21 января 2006   | 1     | 1:04  | Глоб, США              |                                                                |
| Ничья     | 3-3-1   | Эктор Рамирес      | Ничья                                  | KOTC 58: Prime Time                    | 5 августа 2005   | 2     | 5:00  | Сан-Джасинто, США      |                                                                |
| Победа    | 3-3     | Нейт Дюшарм        | Решение судей                          | GC 36: Proving Grounds                 | 9 апреля 2005    | 2     | 5:00  | Лейкпорт, США          |                                                                |
| Поражение | 2-3     | Майк ван Арсдейл   | Сдача (кимура)                         | MMA Mexico: Day 1                      | 17 декабря 2004  | 1     | 1:35  | Сьюдад-Хуарес, Мексика |                                                                |
| Победа    | 2-2     | Брайан Пардо       | Единогласное решение                   | Venom: First Strike                    | 18 сентября 2004 | 2     | 5:00  | Хантингтон-Бич, США    |                                                                |
| Победа    | 1-2     | Андре Мусси        | Единогласное решение                   | WEC 11                                 | 20 августа 2004  | 3     | 5:00  | Лемор, США             |                                                                |
| Поражение | 0-2     | Тим Маккензи       | Единогласное решение                   | Rage on the River                      | 17 апреля 2004   | 3     | 3:00  | Реддинг, США           |                                                                |
| Поражение | 0-1     | Брайан Эберсоул    | TKO (удары руками)                     | CFM: Ultimate Fighting Mexico          | 15 ноября 2003   | 4     | N/A   | Монтеррей, Мексика     |                                                                |